# Sahg
Sahg es una banda de hard rock /doom metal noruega formada en Bergen, en el verano de 2004, por algunas figuras clave en la escena metal del país: Tom Cato Visnes (King ov Hell), Einar Selvik (Kvitrafn), Olav Iversen y Thomas Tofthagen. Iversen ha sido el único miembro constante de la banda desde sus inicios.
Sahg cuenta con miembros de Gorgoroth, Audrey Horne y Manngard.

## Historia

### Formación (2004-2005)
Después de años de participación en diferentes extremos del metal en  la escena del rock noruego, cuatro devotos de hard rock se unieron bajo el nombre de Sahg en 2004 en su natal Bergen. El nombre de la banda es un acrónimo por las iniciales en inglés de Structure Atlas of Human Genome (SAHG, Estructura del Atlas del Genoma Humano). El cuarteto  estuvo compuesto originalmente por King ov Hell en el bajo, Olav Iversen (a la larga el líder y el cerebro de la banda) en la voz principal y guitarra, Thomas Tofthagen en la guitarra y Einar Selvik, más conocido como Kvitrafn, en la batería. 
Después de un par de meses de agrupada, la banda tuvo las primeras canciones escritas y ensayadas, y para el final de 2004, el primer demo en bruto fue distribuido a un número limitado de compañías discográficas, entre otras, la sueca  Regain Records, de cierto prestigio entre los países nórdicos. Este sello discográfico respondió de manera muy rápida y positivamente, y en tan sólo un par de meses, se firmó el contrato de grabación  bajo el cual grabarían sus primeros dos discos.
A lo largo del invierno y la primavera de 2005 Sahg continuó trabajando en el material para su primer álbum, y al mismo tiempo trabajado hasta lograr una reputación sólida a través de sus presentaciones n vivo en pequeños escenarios de clubes de Bergen.
El álbum debut,  Sahg I fue grabado y mezclado durante el verano y el otoño de 2005, con el coproductor y músico adicional Brynjulv Guddal.

### Sahg I(2006)
A mediados de abril de 2006, el álbum debut de la banda Sahg I,  fue lanzado en toda Europa, con numerosas críticas positivas sobre su calidad. Sahg que entró en las listas de Noruega en el no. 31.  La recepción positiva del álbum tuvo como resultado que Sahg cambiara su enfoque en las actuaciones en directo. La banda hizo algunas apariciones en vivo en Escandinavia durante todo el verano, como en el Festival Hole in the Sky en Bergen. En septiembre de 2006, salieron por primera vez del continente europeo, y se embarcaron en una gira de tres semanas por Estados Unidos  y Canadá, como apoyo a Celtic Frost.  En el viaje también acompañaron a la agrupación noruega 1349. Al concluir dicho tour, la banda comenzó a trabajar en su segundo álbum.
Poco después de que se completó el proceso de estudio, el baterista Kvitrafn anunció su salida de la banda después de mucha consideración, debido a que había decidido trasladarse con su familia a una parte diferente de Noruega, para buscar nuevas oportunidades y concentrarse en sus proyectos en solitario. No hubo ningún drama en torno a la salida Kvitrafn, y la banda aceptó su decisión. Se quedó en la banda durante un par de meses más, dándoles la oportunidad de encontrar un reemplazo.
Después de un par de meses en audición, el lugar del Kvitrafn se llenó por Tor Bjarne Bjellan, un músico muy experimentado, que había terminado recientemente su compromiso con un grupo de rock comercialmente más directo. Tor era un viejo conocido de los miembros de la banda, y él estaba más que dispuestos a unirse a Sahg.
La cubierta para el álbum fue creada con una sola mano por los miembros de la banda, y el video de " Godless Faith" se rodó en octubre del mismo año.

### Sahg II(2007-2008)
Al regresar de América del Norte, la banda estaba muy inspirada para empezar a trabajar en su segundo álbum Sahg II, y se centró en la composición de canciones para los próximos meses.
En el transcurso del 2007, el baterista Tor Bjarne Bjellan abandonó el grupo, siendo sustituido por Kjetil Greve en las presentaciones en vivo. En 2009, Thomas Lønnheim fue incorporado como el nuevo baterista oficial.
Sahg fue parte del festival Wacken Open Air en el norte de Alemania en 2007 y de la edición de 2008 del Metaldays en Tolmin, Eslovenia.

### Sahg III(2010-2013)
Sahg Lanzó su tercer álbum titulado Sahg III bajo Indie Recordings en agosto de 2010. En 2011, King dejó la banda para centrarse en sus proyectos personales Ov Hell y God Seed. Su puesto como bajista fue asumido por Tony Vetaas, quien había tocado con la banda en directo en el pasado.

### Delusions of Grandeur(2013 - 2015)
El cuarto álbum de Sahg fue  titulado Delusions of Grandeur, publicado  el 28 de octubre de 2013 en Europa. El 12 de febrero de 2014 Metal Blade Records estrenó la canción "Firechild" del álbum en Norteamérica en el blog de música   lastrit.es, antes de su lanzamiento oficial en Norteamérica  el 18 de febrero de 2014.
El 7 de marzo de 2014, Sahg lanzó  el sencillo “Domno Abyssus / Tyrant Empire” en edición limitada en vinilo bajo el sello discográfico Freshtea; que incluye estos temas inéditos " Domno Abyssus " y “Tyrant Empire”
En el inicio de 2015, el guitarrista original Thomas Tofthagen y el baterista Thomas Lønnheim dejaron Sahg. Sus lugares fueron ocupados por Ole Walaunet y Mads Lilletvedt, respectivamente.

### Memento Mori(2016- 2021)
El 13 de enero de 2016, la banda anunció en su sitio oficial que estaban en el proceso de grabación del quinto álbum de estudio con su nueva alineación. En junio de 2016, fue revelado  que el álbum se titula  Memento Mori, para ser lanzado oficialmente el 23 de septiembre del mismo año.

### Born Demon(2022 - presente)
Durante seis años la banda no tuvo ninguna actividad conocida.  En 2022, Sahg firmó un contrato con el sello discográfico alemán Drakkar Entertainment, por primera vez como trío tras la marcha del guitarrista Ole Walaunet.  En abril de 2022, lanzaron el sencillo y el video musical "Heksedans" ("Witch Dance"). La canción es una versión de heavy metal de un éxito pop noruego de 1977 del cantautor de Bergen, Jan Eggum.  
El 21 de octubre de 2022, se lanzó el sexto álbum de Sahg, titulado Born Demon.  El álbum se caracteriza por sus canciones cortas, letras oscuras, un sonido algo más pesado y dinámico que cualquier grabación anterior.

## Miembros

### Miembros actuales
- Olav Iversen - voces, guitarras (2004-presente)
- Tony Vetaas - Bajo (2011-presente)
- Mads Lilletvedt - Batería (2015-presente)
- Ole Walaunet - Guitarra (2015-presente)

### Exmiembros
- Tom Cato Visnes - Bajo (2004-2011)
- Einar Selvik - Batería (2004-2006)
- Thomas Tofthagen - Guitarra (2004-2015)
- Tor Bjarne Bjellan - Batería (2006-2007)
- Kjetil Greve- Batería (de sesión) (2007-?)
- Thomas Lønnheim - Batería (2009-2015)
- Kim Gulbrandsen - Teclados (en vivo, 2011-)

## Discografía

### Álbumes
- Sahg I (2006)
- Sahg II (2008)
- Sahg III (2010)
- Delusions of Grandeur (2013)
- Memento Mori (2016)
- Born Demon (2022)

### Sencillos
- "Firechild"  (2013)
- "Slip Off the Edge of the Universe" (2013)
- "Domno Abyssus / Tyrant Empire" (014)
- "Sanctimony" (2016)
- "Silence the Machines" (2016)
- "Black Unicorn" (2016)
- "Blood of Oceans" (2016)
- "Heksedans" (2022)
- "Born Demon" (2022)
- "Fall Into the Fire" (2022)
- "House of Worship" (2022)

## Vídeos musicales
| Año  | Título                              | Director (es)                  |
| ---- | ----------------------------------- | ------------------------------ |
| 2006 | “Godless Faith”                     | Tommy Naess                    |
| 2008 | "Pyromancer"                        | Asle Birkeland                 |
| 2010 | "Mortify”                           | Tommy Naess                    |
| 2013 | "Slip off the Edge of the Universe" | Alexander Lillevik             |
| 2016 | "Black Unicorn"                     | Benjamin Langeland             |
| 2022 | "Heksedans"                         | Olav Iversen / Francisco Muñoz |